# گوناگونی ضدشیب محیطی

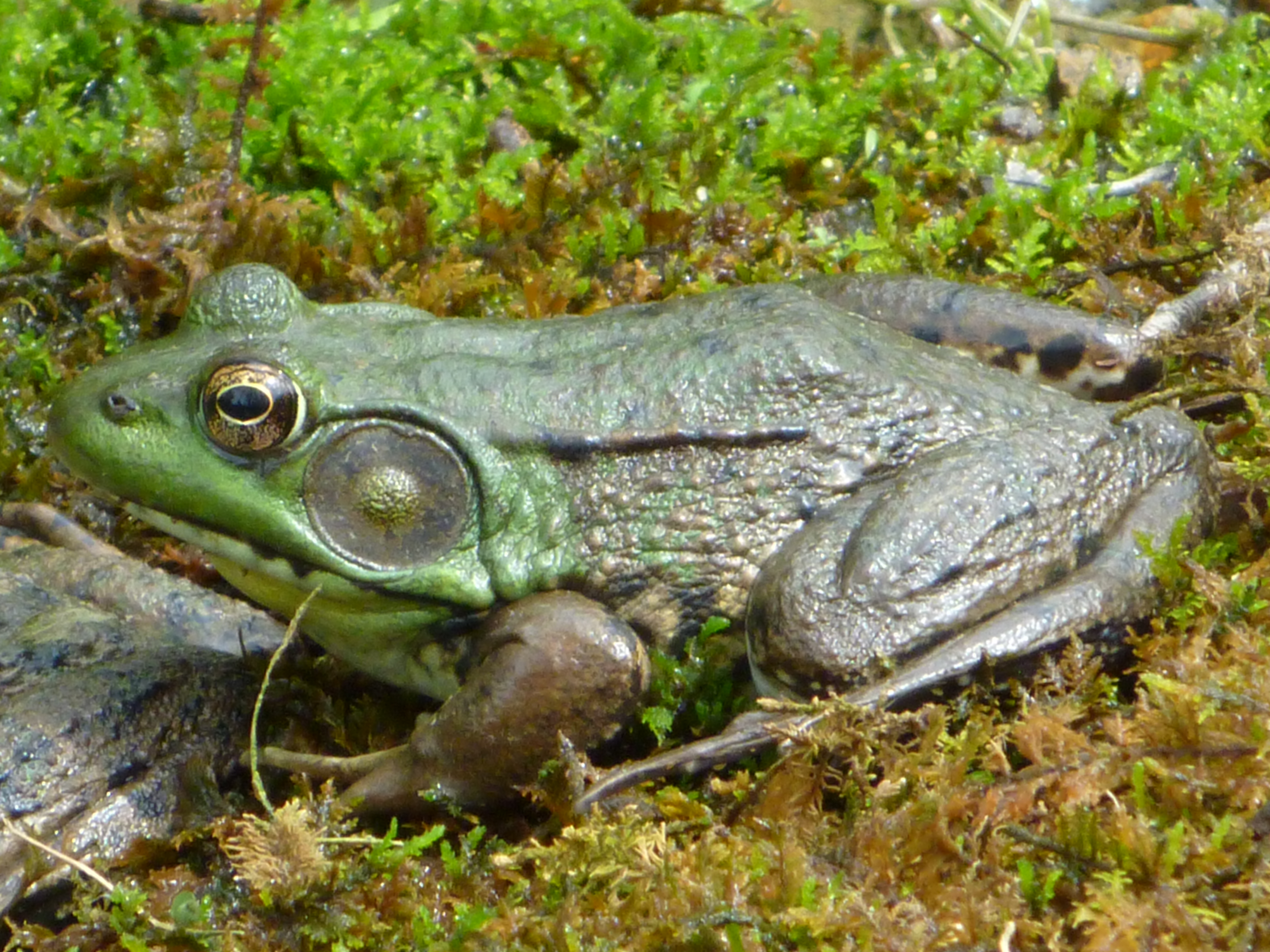
قورباغه سبز (Lithobates clamitans) به‌طور غیرمنتظره‌ای در جمعیت‌های کوهستانی زودتر رشد می‌کند

گوناگونی ضدشیب محیطی (به انگلیسی: Countergradient variation) نوعی انعطاف‌پذیری فنوتیپی است که زمانی رخ می‌دهد که تنوع فنوتیپی تعیین‌شده توسط اجزای ژنتیکی جمعیت زیست‌شناختی با تنوع فنوتیپی ناشی از شیب (گرادیان) محیطی مخالفت کند. این می‌تواند سبب شود که جمعیت‌های مختلف یک جاندار بدون در نظر گرفتن ژنتیک و تفاوت‌های محیطی، فنوتیپ‌های مشابهی را نشان دهند.